# A Kutya Vacsorája
A Kutya Vacsorája magyar underground együttes. A tagok különböző zenei irányzatokat képviselnek fő zenekarukban, így A Kutya Vacsorájának zenei világa is szerteágazó: a dzsessz, a soul, az alternatív rock, a hiphop, a posztrock és a blues elemei is előfordulnak az albumaikon.

## Történet
Az együttest 2003-ban alapította meg Varga Livius és Gerdesits Ferenc, hogy tovább bővítsék a zenekart ismert zenészekkel: Kovács Gergely, Varga László, Köles István Junior, Voga Viki, Nemes Zoltán és Szabó Attila csatlakozott ekkor hozzájuk. 2003-ban a Sziget Fesztiválon léptek fel első alkalommal. Szabó Attila és Voga Viki 2004-ben egyéb projektjeik miatt távoztak a zenekarból. 2012-ben azonban a végleges felállással folytatták a zenélést.

## Tagok[4]
- Varga Livius (ének, próza)
- Gerdesits Ferenc (dobok)
- Nemes Zoltán (billentyűs hangszerek)
- Vastag Gábor (gitár)
- Varga László (basszusgitár)
- Köles István Jr. (percussion)

## Diszkográfia[4]
- Live at A38 (2008)
- Gumicsont (2011)[5][6]
- Újra Ugatok (2015)[6]
- A szerelem hétszer (2018)